# Half-Life 2: Episode One
Half-Life 2: Episode One este primul capitol din trilogia episoadelor pentru jocul first person shooter Half-Life 2. A fost publicat și dezvoltat de către Valve Corporation și lansat pe 1 iunie 2006.
Acțiunea jocului are loc imediat după evenimentele din Half-Life 2 și se desfășoară în orașul City 17.

## Subiect
Episode One începe imediat după explozia reactorului ce a avut loc în jocul precedent. Alyx Vance, însoțitoarea protagonistului, este salvată de câțiva Vortigaunts, însă Gordon Freeman este lăsat sub rămășițele Citadelei. Eroul este la scurt timp salvat de către aceasta, și află de la Eli Vance și Isaac Kleiner că nucleul Citadelei este în pericol de explozie. Kleiner susține că explozia ar putea distruge întregul oraș, și sigurul mod de a supraviețui este de a încetini progresia nucleului.
Gordon și Alyx decid să intre din nou în Citadelă și să stabilizeze nucleul. Însă ei află că cei din Combine doresc să trimită un mesaj către sediu, iar aceștia ar accelera explozia și implicit distrugerea Citadelei. Alyx face o copie a mesajului, fapt ce îi determina pe Combine să îi urmărească pe cei doi.
Alyx și Gordon află că cetățenii din City 17 încearcă să evacueze orașul însă au nevoie de ajutor. Împreună cu Barney Calhoun, cei doi reușesc să îi evacueze, apoi decid să fugă din oraș la bordul unui tren. Însă, explozia nucleului trimite un șoc puternic, iar trenul lor este deraiat. Soarta personajelor este dezvăluită în Half-Life 2: Episode Two.